# Cobatillas (Segovia)
Covatillas es un despoblado de la provincia de Segovia, perteneciente en la actualidad al municipio de Torreiglesias, en la actual comunidad autónoma de Castilla y León.

## Toponimia
Su nombre proviene de Las Covatiellas, así citado por primera vez en 1247, que derivó en Covatiellas y posteriormente en Covatillas, se debe a la abundancia de pequeñas cavidades en la roca caliza, siendo su significado literal el de «covachuelas» (cuevas pequeñas). Es también transcrito erróneamente con b, Cobatillas, que es como se denomina oficialmente el condado asociado pero no la aldea.

## Geografía

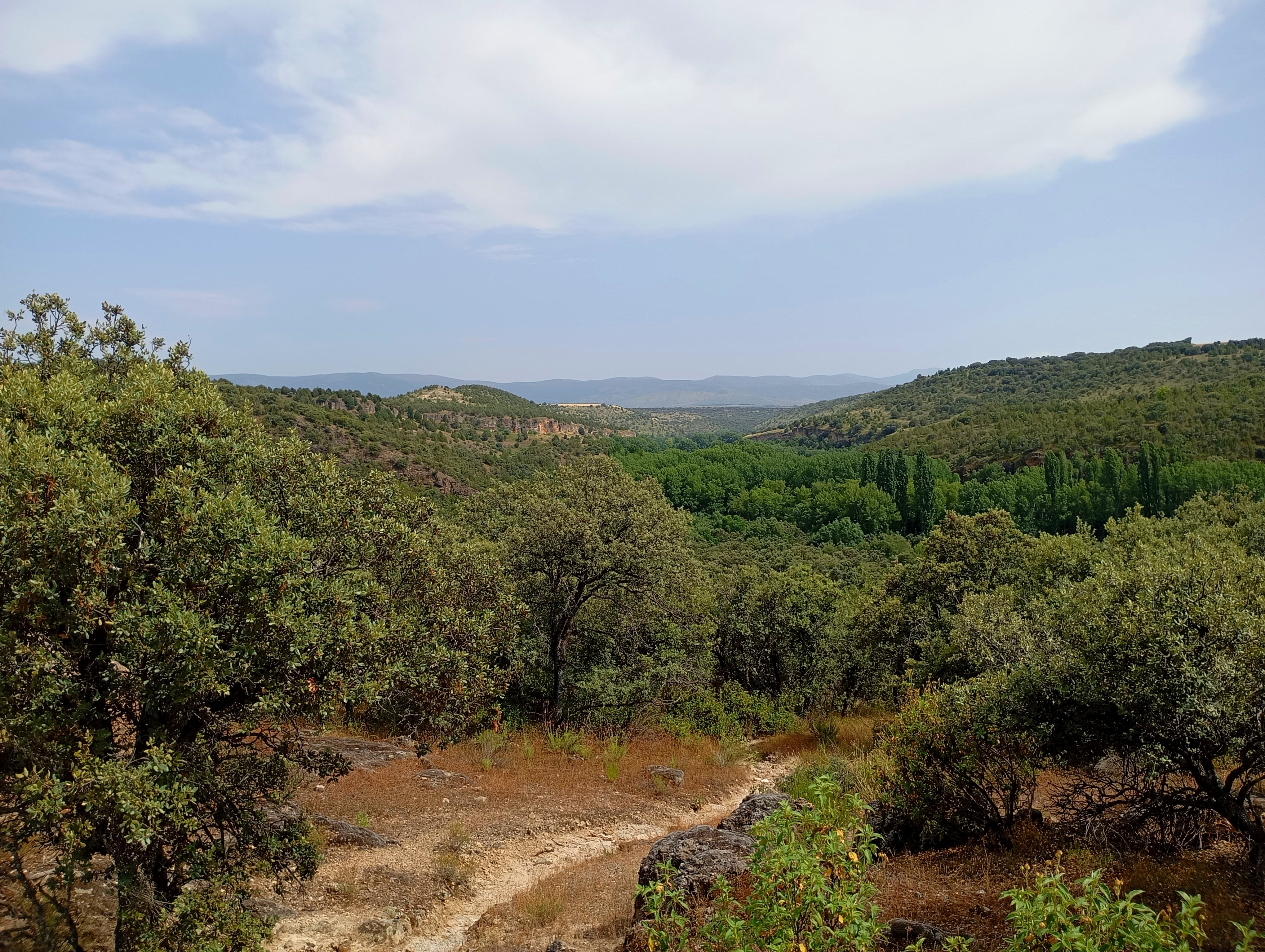
Vista del Cañón del río Pirón desde las proximidades al caserío, al fondo la sierra de Guadarrama

Covatillas está ubicado a 924 msnm en el claro de un extenso bosque especialmente compuesto por encinas. Las edificaciones se ubican en el margen derecho del cañón río Pirón mientras que la Fuente y Cueva de las Arenas se asientan en el izquierdo. Este río comienza aquí a destacar su caudal al recibir las aguas del Manantial de Covatillas, 1 km después de recibir las aguas del río Viejo.
El despoblado es atravesado por el histórico camino de tierra compactada que unía la ciudad de Segovia con el municipio de Turégano, de Covatillas parte también un camino de tierra que remonta el Pirón y para bifurcarse en el arroyo del Valle hacia Losana y Adrada respectivamente, existen además varias sendas que descienden el curso de agua hasta Peñarrubias de Pirón (pedanía de Escobar de Polendos) por el entorno escarpado de los molinos.
Aunque todos los accesos son antiguos y tortuosos, en imposible línea recta Covatillas se encuentra a unos 1,2 km al NO de la Cueva de la Vaquera, 3,2 al SO de Torreiglesias, 1,35 al NE de Peñarrubias de Pirón, 4,6 al NO de Losana de Pirón, 15,1 al NE de la ciudad de Segovia y 8,4 al SO de la villa de Turégano.
Administrativamente pertenece al Partido judicial de Segovia, dentro del municipio de Torreiglesias, la cueva de las Arenas, la Fuente de Covatillas y la mitad del Puente se ubican dentro del término de Losana de Pirón, un antiguo municipio que es hoy una entidad local menor perteneciente a Torreiglesias y cuyo límite está en el río.
| Noroeste: Peñarrubias de Pirón                 | Norte: Peñarrubias de Pirón, Torreiglesias | Noreste: Torreiglesias   |
| Oeste: Peñarrubias de Pirón                    |                                            | Este: Torreiglesias      |
| Suroeste: Losana de Pirón, Cabañas de Polendos | Sur: Losana de Pirón, Adrada de Pirón      | Sureste: Losana de Pirón |

## Historia

### Orígenes
Está documentada la presencia humana en estos valles desde al menos el neolítico, con importantes restos en la cueva de la Vaquera a 1,2 km. Concretamente la existencia de Covatillas está probada desde el principio de la Edad del Bronce con pinturas rupestres y otros restos arqueológicos hallados en la cueva de la Arena, a 150 metros del caserío. El puente medieval es nombrado en la tradición oral como romano, apuntando de la existencia de un paso sobre el río aquí durante esta época.
Covatillas fue repoblada durante la Reconquista, quedando integrada desde ese tiempo en el sexmo de San Lorenzo. Los sexmos son una división administrativa que equivale a la sexta parte de un territorio determinado, en este caso la recién creada Comunidad de Ciudad y Tierra de Segovia. La cabeza del mismo es Brieva.
La primera vez que se tiene constancia de Covatillas es el 14 de septiembre de 1247 en un documento del archivo de Lyon guardado en la catedral de Segovia en el que el cardenal Gil de Torres confirma las rentas del obispado, bajo el nombre de Las Covatiellas. Su contribución de 27 maravedíes, bastante mayor al promedio, deduce que originalmente Covatillas fue un núcleo de destacable población e importancia, contrastando con su pasado más reciente de tamaño reducido, probablemente por su situación estratégica en la única ruta posible del momento entre Segovia y Turégano.

### Edad Moderna

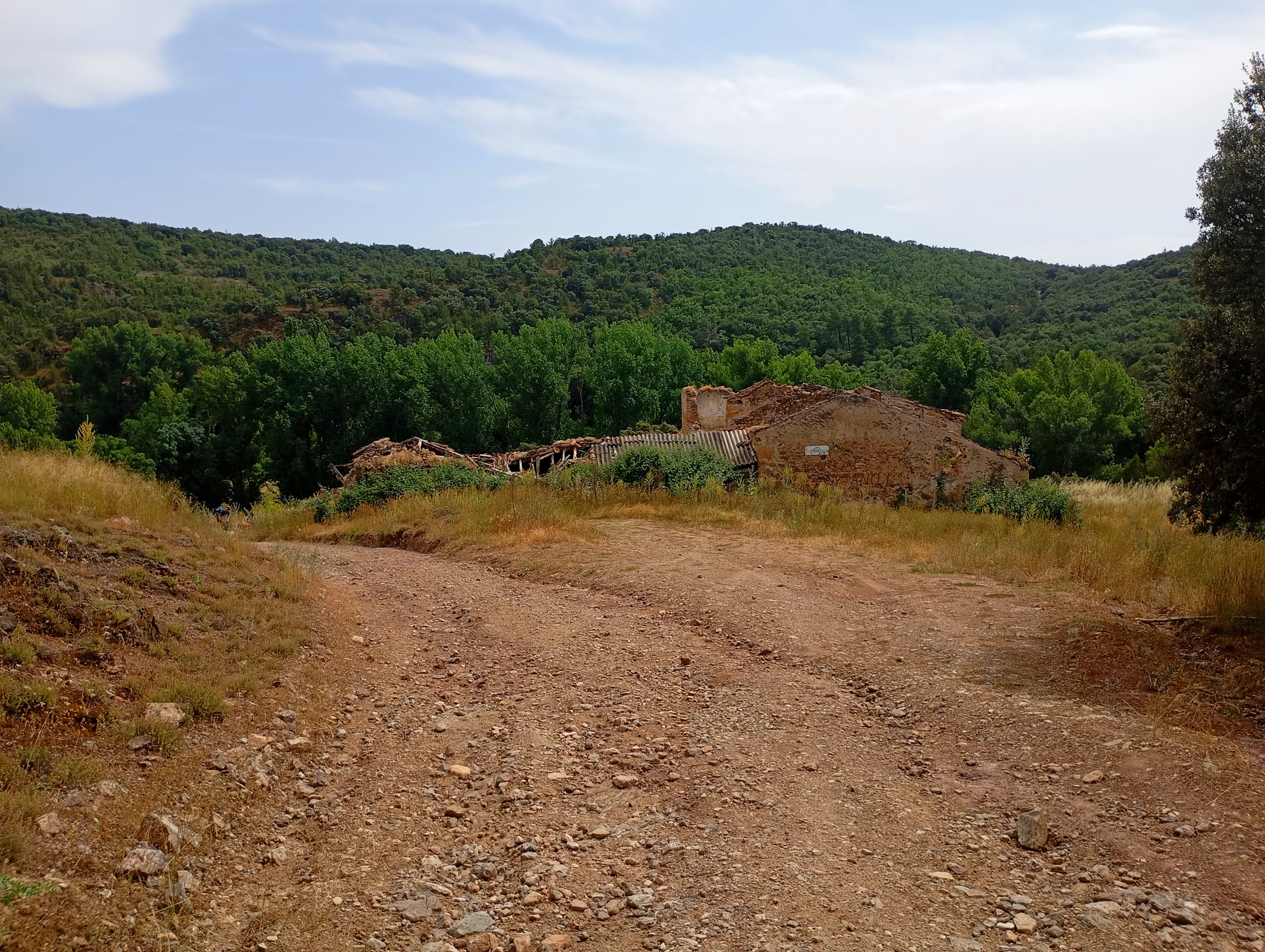
Camino Real de Segovia-Turégano a su llegada a Covatillas desde el segundo

Entre 1507 y 1508 se edifica el actual Puente de Covatillas sobre el río Pirón, clave para el camino entre aquellas dos poblaciones.
En la Galería B de la cueva de la Arena hay una inscripción relativa a la visita efectuada por una serie de personas entre las que se identifica Luis de Contreras Girón, señor de Covatillas (15--).
En 1661 el rey Felipe IV de España concedió el título de Conde de Cobatillas al señor de Covatillas miembro de los «Contreras blancos» Luis Jerónimo de Contreras y Velázquez de Cuéllar, quién era caballero de la Orden de Santiago, regidor perpetuo de la ciudad de Segovia y procurador en cortes por su concejo además de alcalde-corregidor de Madrid y del Consejo de Hacienda de Felipe IV de España. Este título es mencionado de manera incorrecta en ocasiones como "Marqueses de Cobatillas".
Durante el siglo XIX, momento en el que fue lugar de frecuente atraco por parte del bandolero El Tuerto de Pirón dada su situación en un camino transitado, destaca en las descripciones contemporáneas la edificación de la Casa de la Condesa, una mansión solariega. Pascual Madoz en su Diccionario geográfico-estadístico-histórico de España y sus posesiones de Ultramar (1845-1850) advierte que la localidad estaba compuesta en total de 430 obradas de tierra y una huerta cercada de pared que se regaba de un manantial sobre el que había un pequeño puente de cal y canto antiguo, tallado con un león en el caño. Además, disponía de 290 obradas de monte de encina y enebro, bañado por el río Pirón. Disponía de dos molinos, cultivo de trigo, pan llevar, legumbre, lino, cebada, guindas, ciruelas y avellanas, y los vecinos sumaban 13 personas.

### Despoblación y situación actual

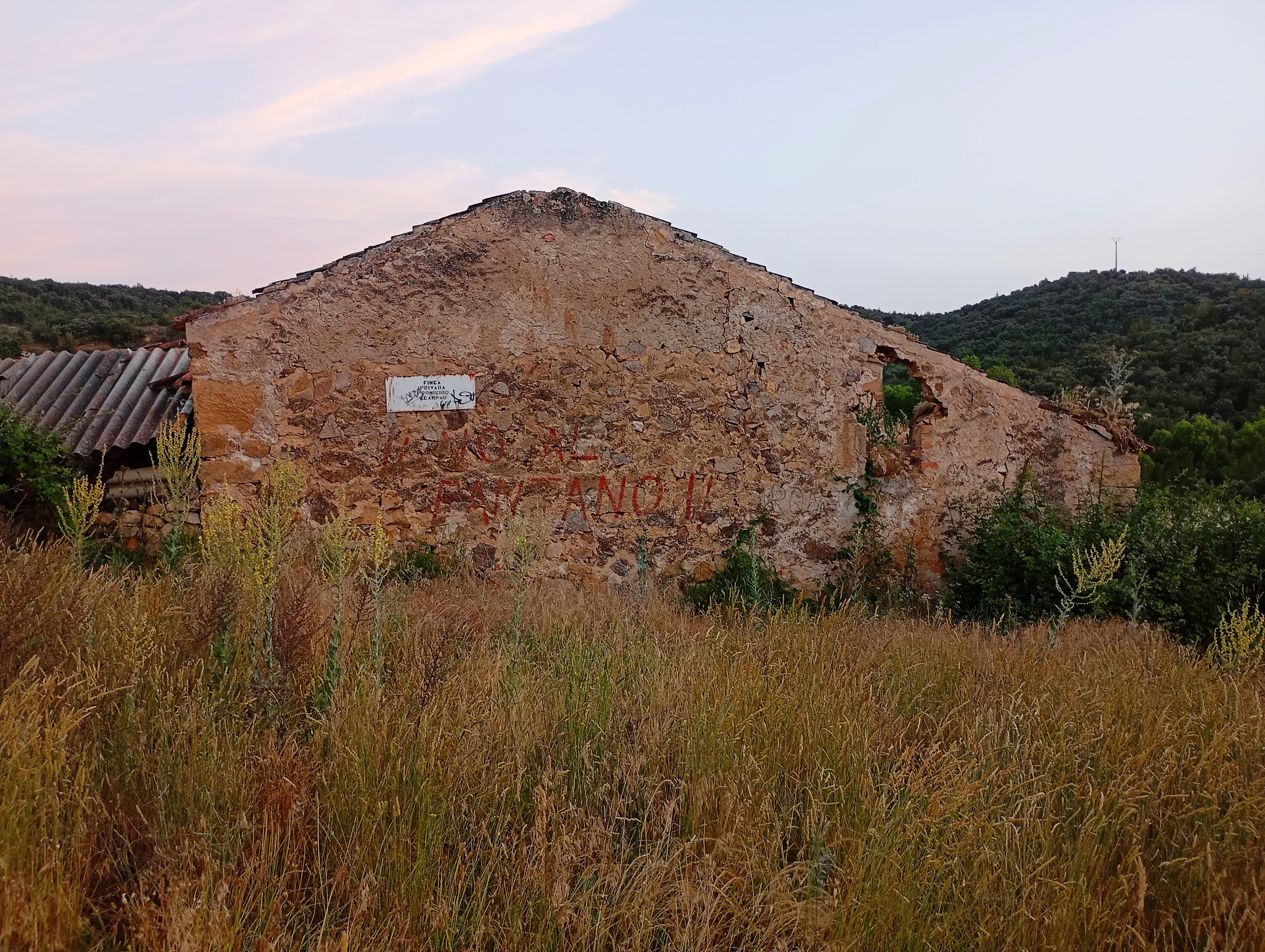
Pintadas en la parte trasera de la Casa de la Condesa contra del pantano propuesto y finalmente desechado durante el último cuarto del siglo XX que pretendía anegar los valles de los ríos Pirón y Viejo

En 1940 todavía era un núcleo de población de Torreiglesias y contabiliza dos viviendas y otras tres edificaciones, aglutinando 10 habitantes de derecho; 9 de hecho. Durante esta década el Camino Real de Segovia a Turégano que atravesaba la aldea es relevado como paso obligatorio por la C-603 (hoy CL-603) dejando a Covatillas cada vez más aislada y muy lejos de las zonas tránsito. Su población se mantuvo hasta finales de los años 50, cuando un éxodo rural generalizado en Castilla lo vació de la poca población persistente y poco a poco de actividad económica, aún con su molino activo todavía en los años 60 y 70.
A final de los años 80 se aprobó oficialmente la construcción de un pantano que suponía anegar 396 hectáreas de la mayor parte del valle de los río Pirón y Viejo, pero la movilización local en su contra y los yacimientos prehistóricos de altísimo valor hallados en la cercana cueva de la Vaquera durante una campaña de urgencia iniciada en 1988, salvaron a toda la zona, incluido Covatillas, de quedar bajo el agua.
En la actualidad su término es usado como redil de ganado y además supone un conjunto de ruinas ampliamente visitadas por quienes se adentran en el Cañón del río Pirón y, dada su importancia patrimonial y natural, está incluida en todos los recorridos culturales de la zona. Es posible aparcar en sus calles viniendo por el Camino Real desde Torreiglesias, compuesto de tierra compactada. Aunque existen carteles prohibiendo la acampada en la finca al ser privada, sí es posible pasar la noche en el edificio de la tenada, que aunque aún no se ha ha arruinado no cuenta con cerramientos. 

## Flora y fauna

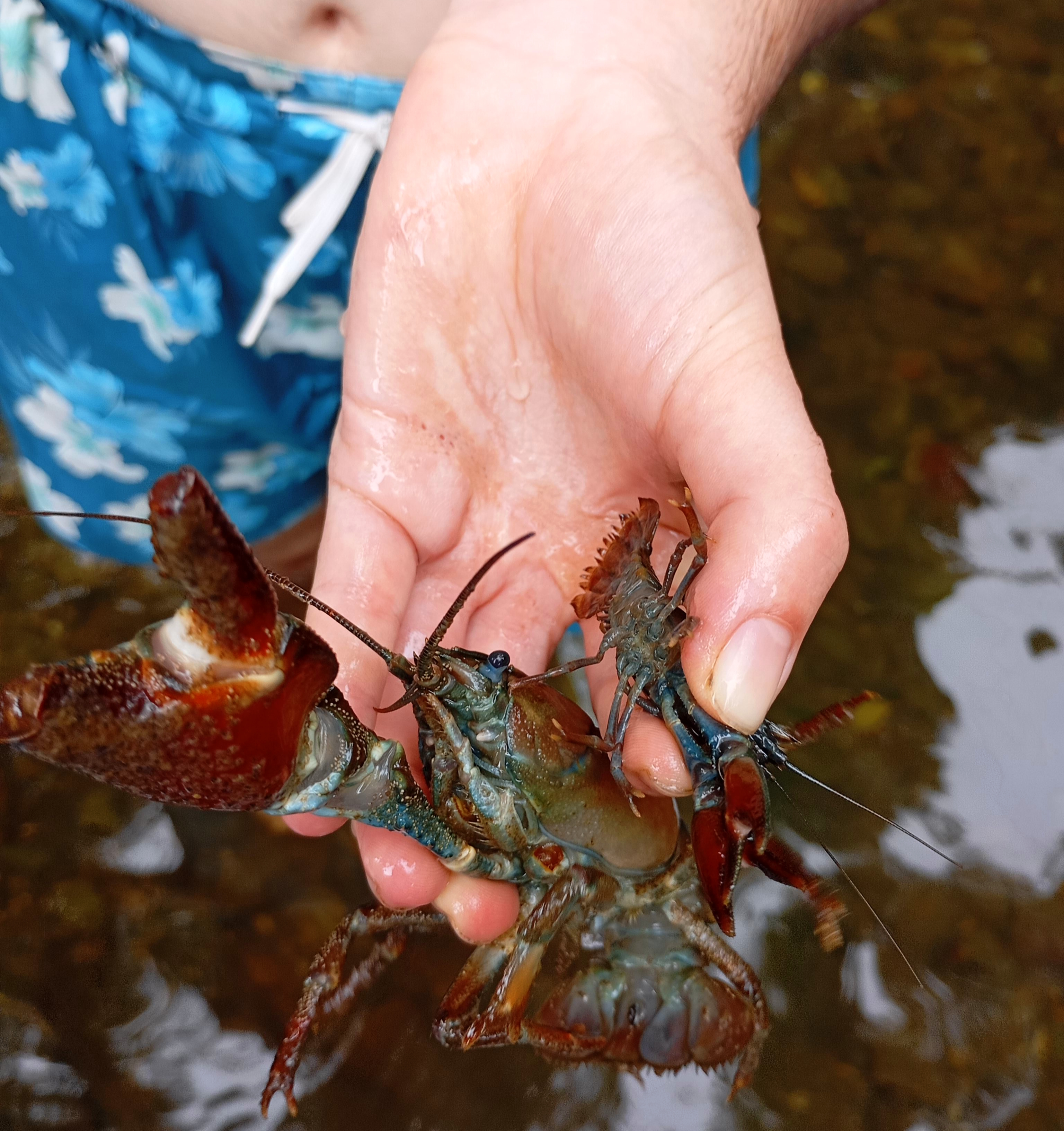
Dos Cangrejos Rojos Americanos en el río Pirón a la altura de Covatillas

### Flora
- En la zona de monte, predominan las sabinas y las encinas, aunque podemos encontrar algún enebro, acompañadas de diversos arbustos como jaras, cantueso y tomillo.

- En la zona de ribera, la vegetación está formada por especies que gustan del agua como juncos, chopos y fresnos entre otros.

### Fauna
- Está habitado por numerosas aves (jilgueros, gorriones, abejarucos, etc) entre las que destaca el alimoche y el buitre leonado.
- En cuanto a la fauna terrestre que habita la zona podemos encontrar liebres, conejos, zorros, jabalíes y algún corzo.
- En el río habitan distintos tipos de peces (truchas, bermejas y cachos), cangrejos y anfibios.

## Demografía

### Evolución de la población
| Gráfica de evolución demográfica de Covatillas entre 1828 y 1961 |
| |
| Población de derecho según el Diccionario geográfico-estadístico de España y Portugal de Sebastián Miñano. Población de derecho según el Censo de la matrícula catastral. Población de derecho según el censo de población de la Dirección General de Estadística. |

## Economía

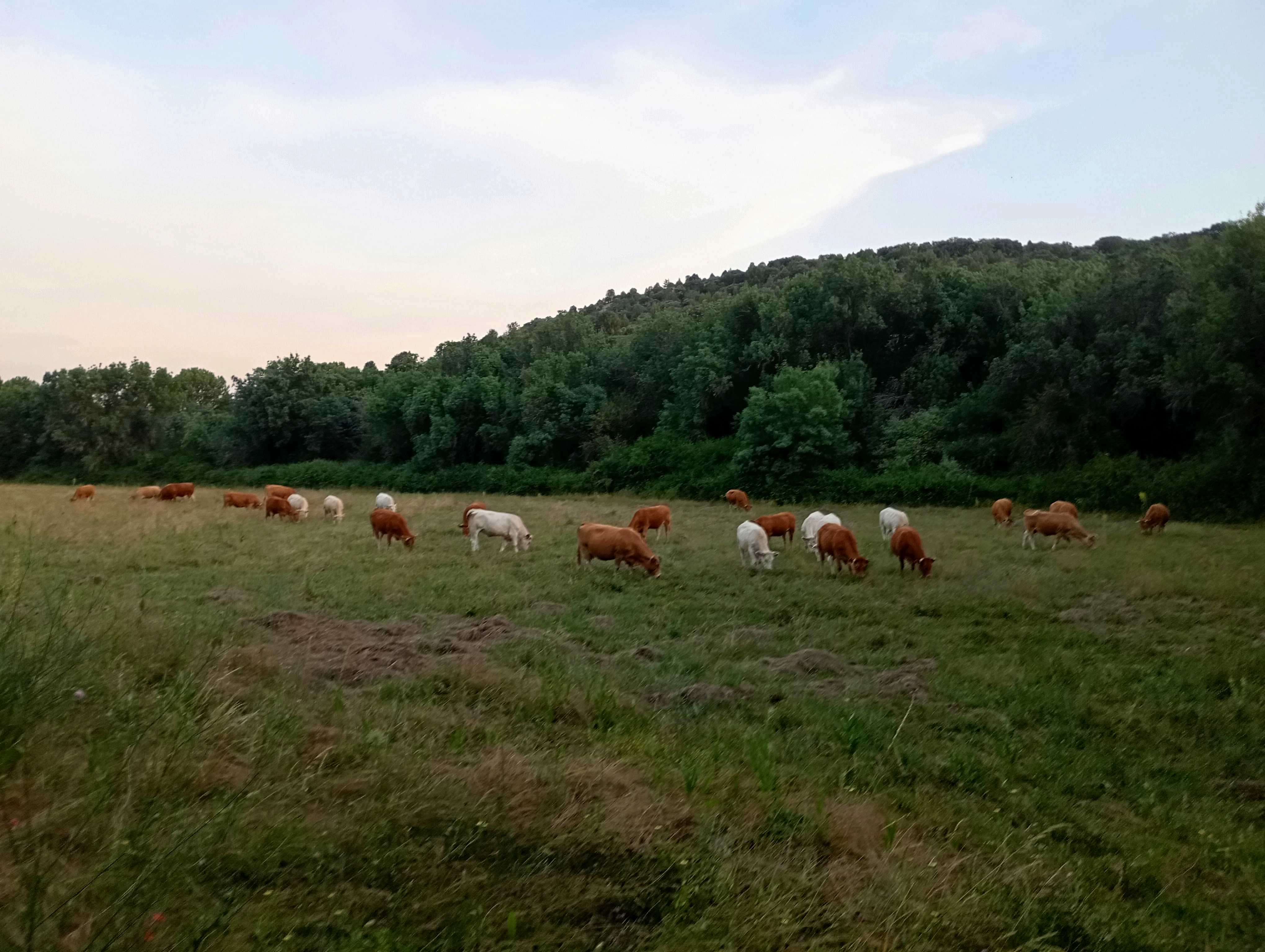
Ganadería bovina en junio de 2025 en el entorno del caserío

Tradicionalmente está dedicada a las actividades tradicionales como agricultura, ganadería, que todavía se mantienen. Destacó también la atención a viajeros del Camino Real de Segovia a Turégano, la producción de bellotas y sus dos molinos en la rivera del pirón funcionales hasta los años 1960 y 70. Hoy se han sumado a la zona el turismo y hostelería rural.

## Cultura

### Patrimonio

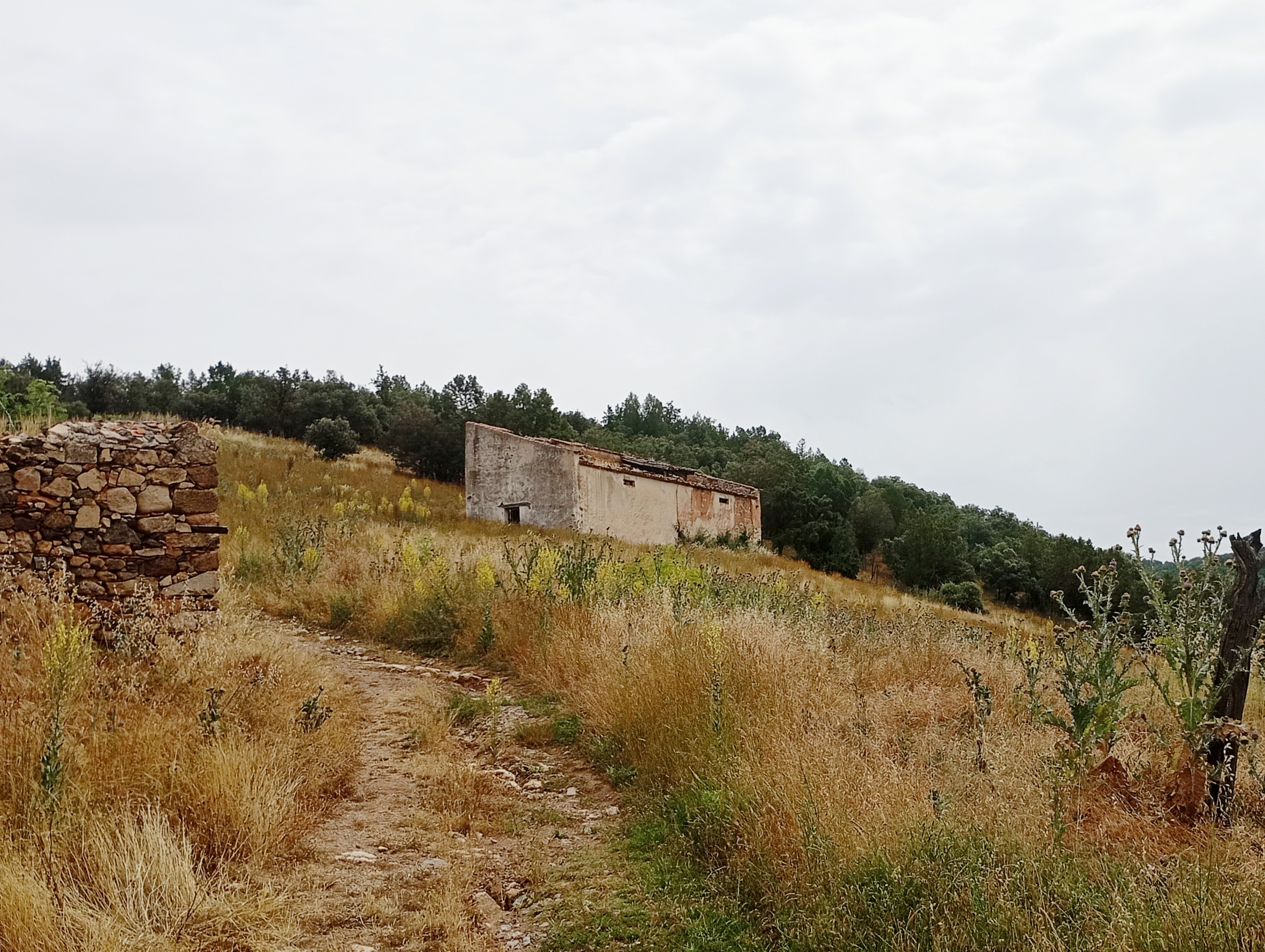
Palomar de Covatillas

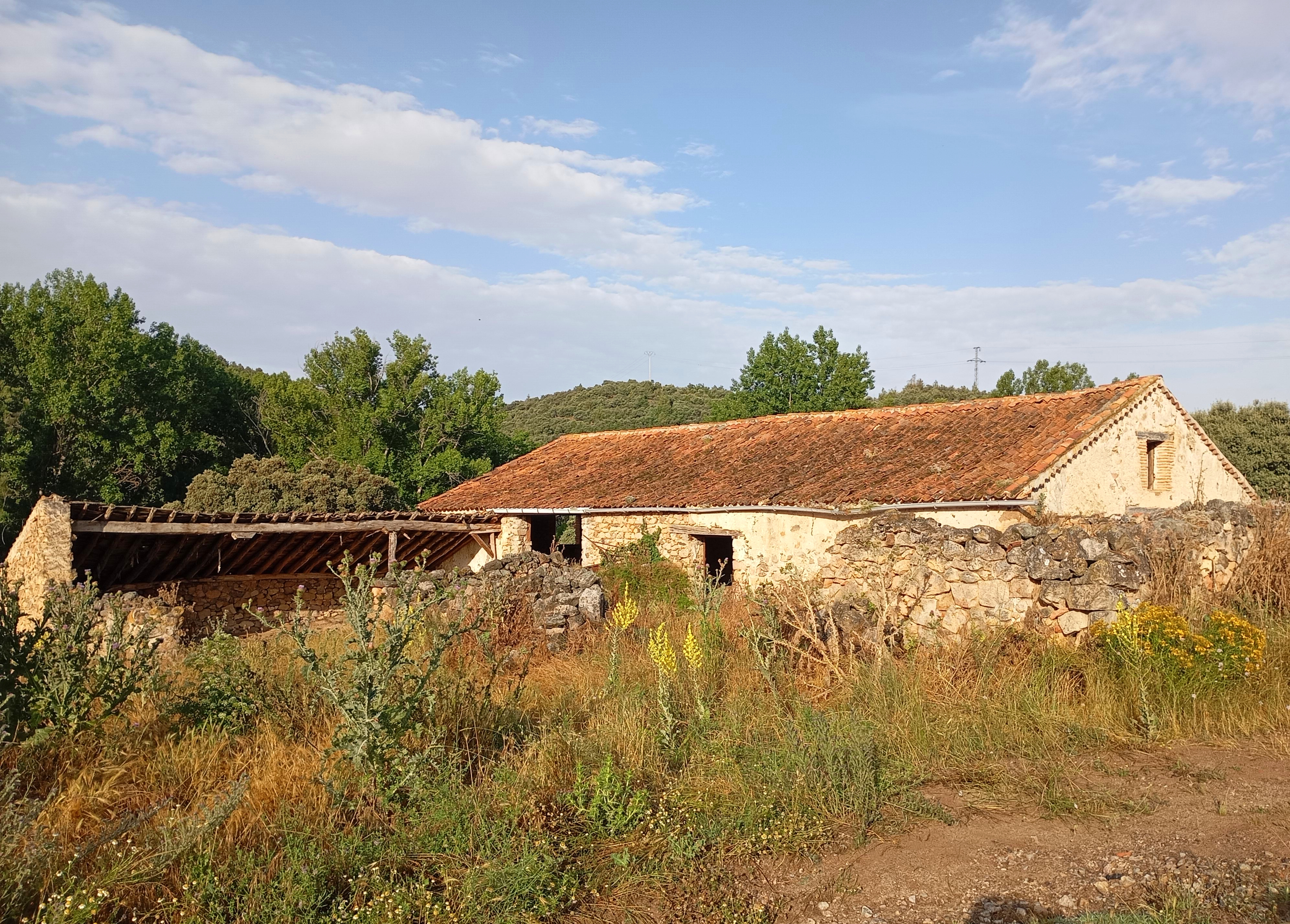
Tenada de Covatillas, es el único edificio todavía en uso y el edificio mejor conservado

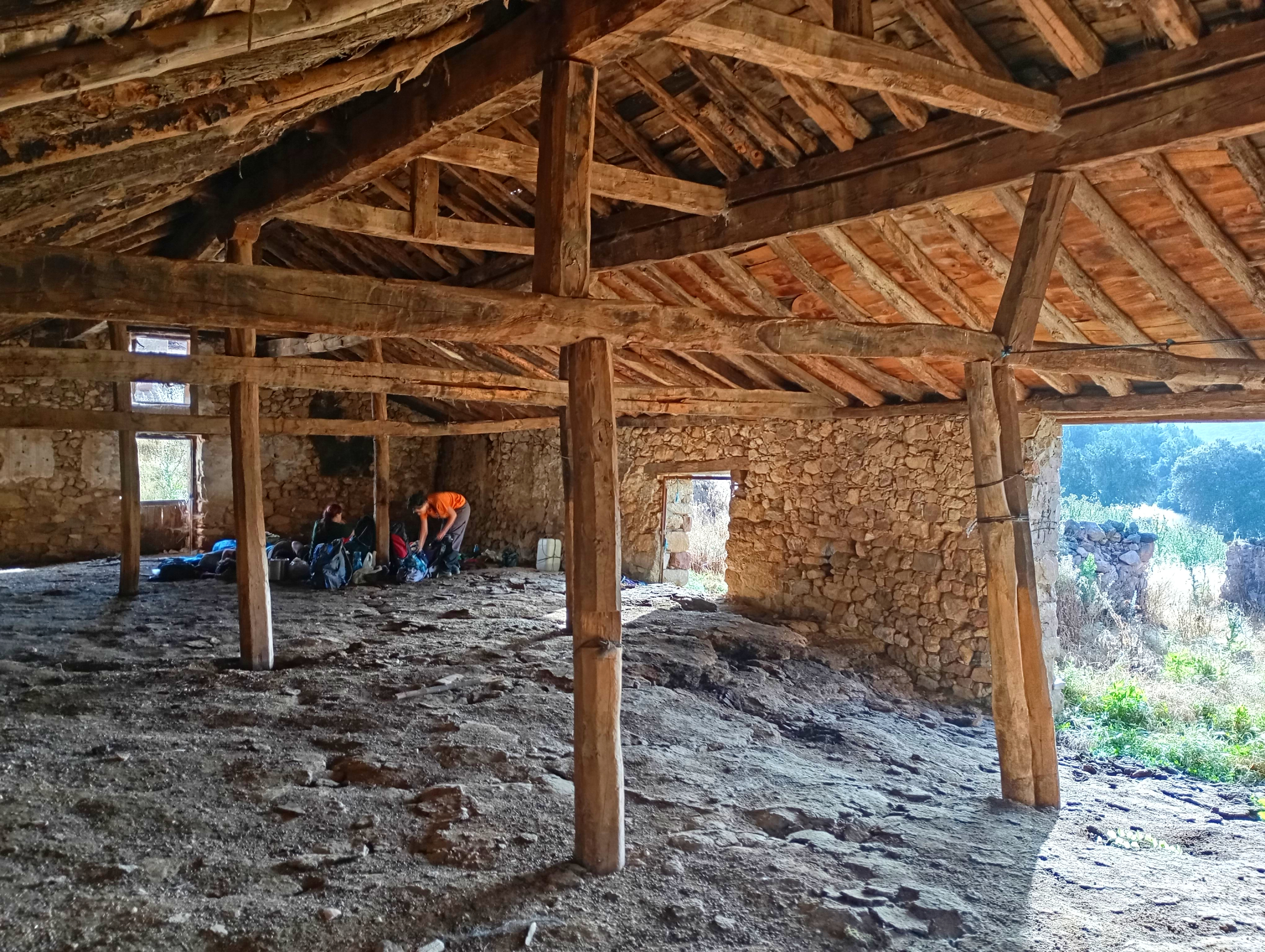
Vista del interior de la tenada en un momento de uso

- Antiguo palomar, que se mantiene, en ruinas y ya sin tejado ni puerta, entre las distintas edificaciones.
- Tenada con establos, edificación aún no ruinoso con la característica arquitectura tradicional. Es usada para guardar ganado o como permisivo refugio nocturno de excursionistas.

#### Puente de Covatillas
Lleva el Camino Real de Segovia a Turégano sobre el río Pirón. Aunque ya existía un paso sobre el Pirón desde antiguo -la tradición oral lo llama romano-, el actual puente fue edificado entre 1507 y 1508. Su estructura está formada por sillares rectos entrelazados, con un diseño a dos aguas y dos aberturas, de las cuales solo una, en la actualidad, permite el paso del Pirón. Los pretiles han sido construidos con piedra unida mediante mortero de cal y arena, y sobre ellos se coloca una fila de sillares labrados que actúan como balaustrada. Es característica su estrechez en el centro del puente, diseño estratégico para permitir contar cabezas de ganado.

#### Camino Real de Segovia a Turégano

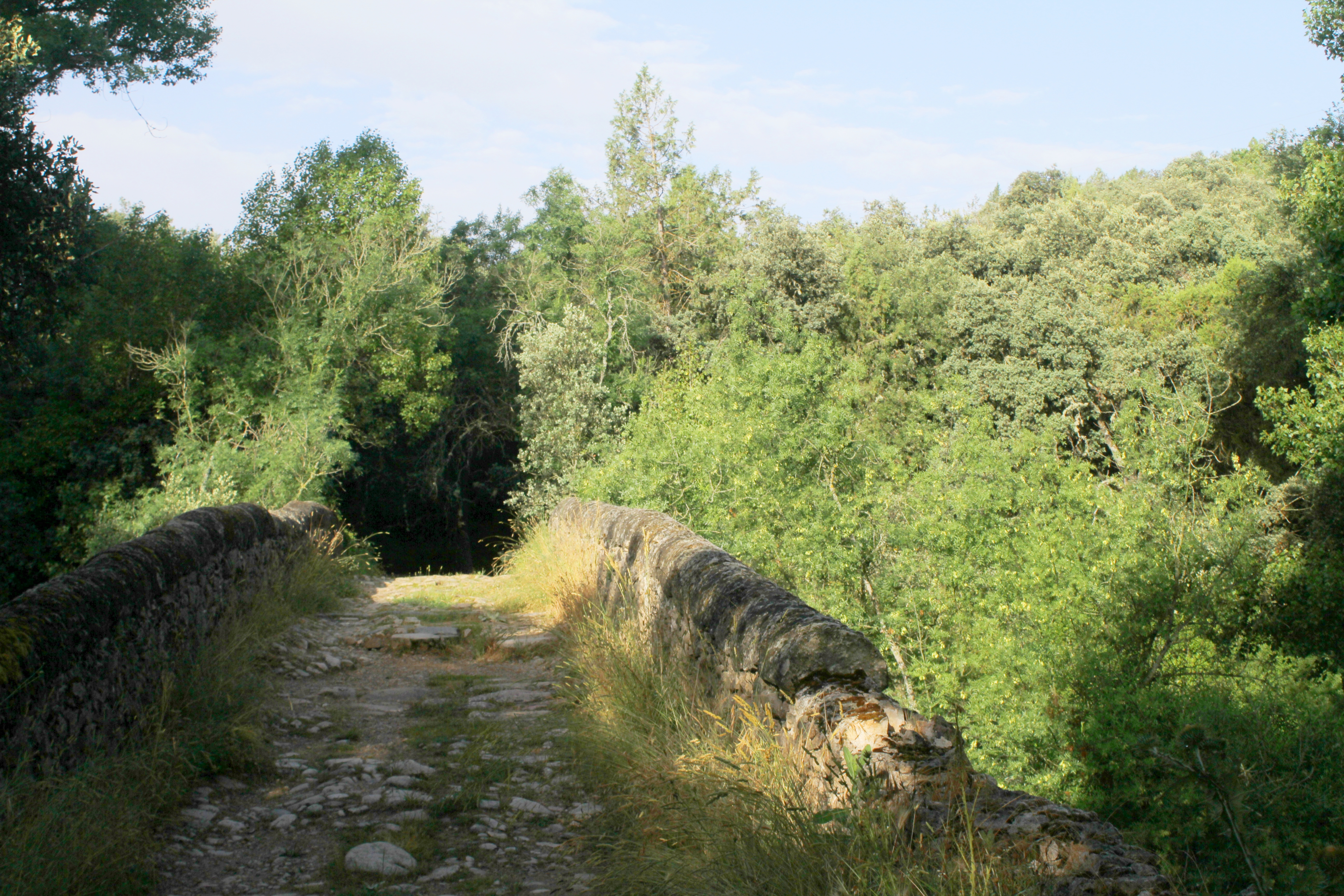
Camino Real de Segovia a Turégano a su paso por el puente, con una estrechez deliberada para el conteo de ganado

Fue hasta la construcción en los años 1940 de la carretera C-603 (hoy CL-603) la principal vía de comunicación entre estas dos poblaciones y jugó un papel fundamental en la vertebración de la región desde la noche de los tiempos.

#### Manantial y Fuente de Covatillas

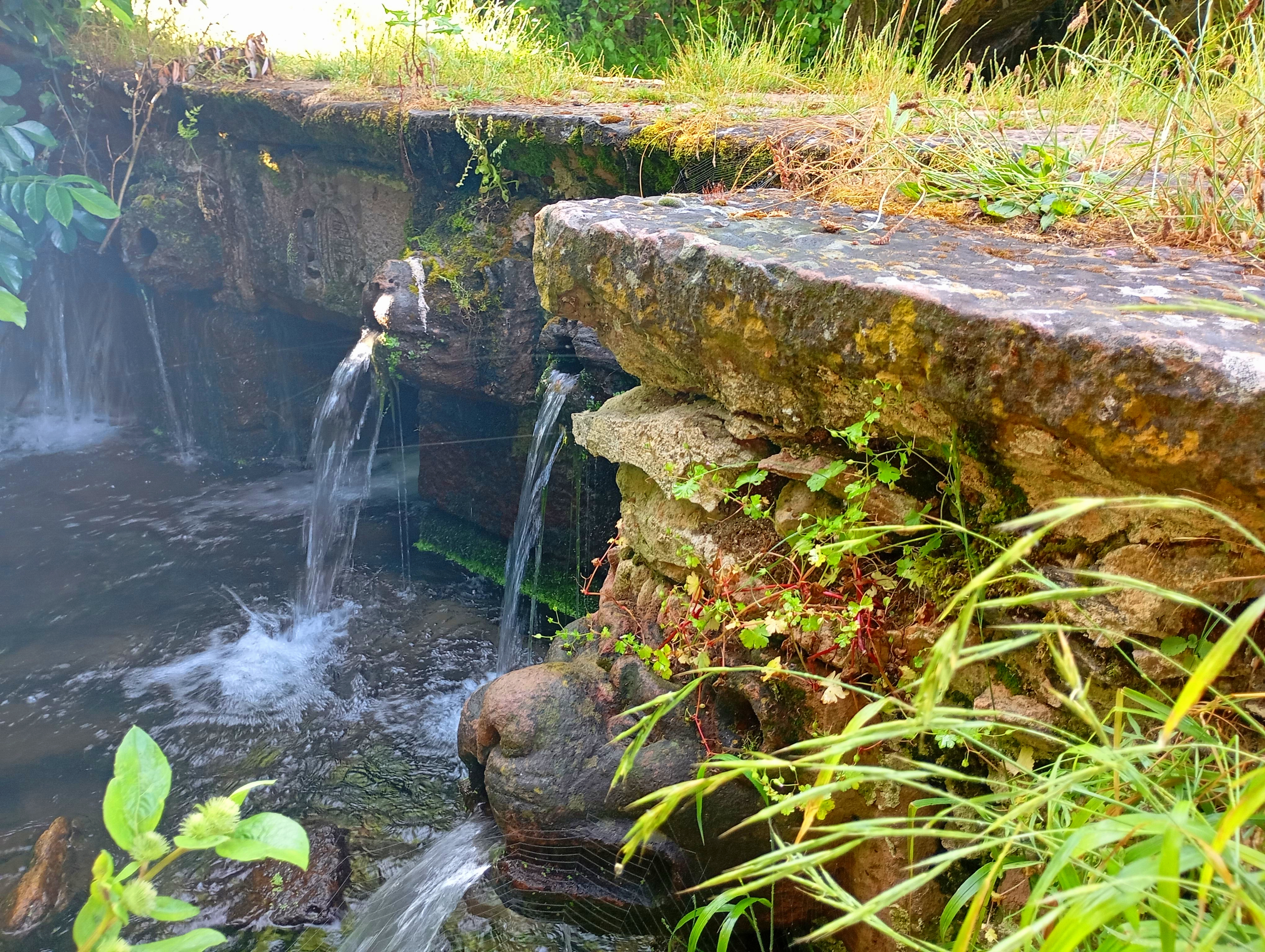
Fuente de Covatillas, estructura icónica que caracteriza a la aldea

La actual estructura es del siglo XVIII pero el manantial está tallado en roca desde antiguo, cruza peatonalmente y canaliza el agua de un manantial afluente por seis cabezas de León, que actúan como boca de seis fuentes potables, y un desaguadero en su centro sobre el que se sitúa el escudo de la localidad, utilizado por el Condado de Cobatillas, todo ello labrado en piedra. En la actualidad cuenta con una captación de agua canalizada para el consumo humano que fue inaugurada en octubre de 2008 por la Junta de Castilla y León. Este particular fuente es un punto de referencia en el valle, utilizado por viajeros para beber de sus aguas naturales así como aprovecharla para el encuero y la ducha.
Es un ejemplo de manantial cárstico que supone la salida al exterior de la mayor parte del agua subterránea existente en los terrenos entre los ríos Polendos y Pirón, siendo la surgencia de un gran río subterráneo con un caudal superior a los 100 litros por segundo, principal fuente del caudal en esta zona del cauce del río en verano. Sus aguas tienen altos contenidos en bicarbonatos, calcio y magnesio, prueba de la acción erosiva por disolución de estas aguas en los terrenos de calizas y dolomías. La cercana cueva de La Arena es fruto de la bajada del nivel freático del manantial por profundización del valle.

#### Casa de la Condesa

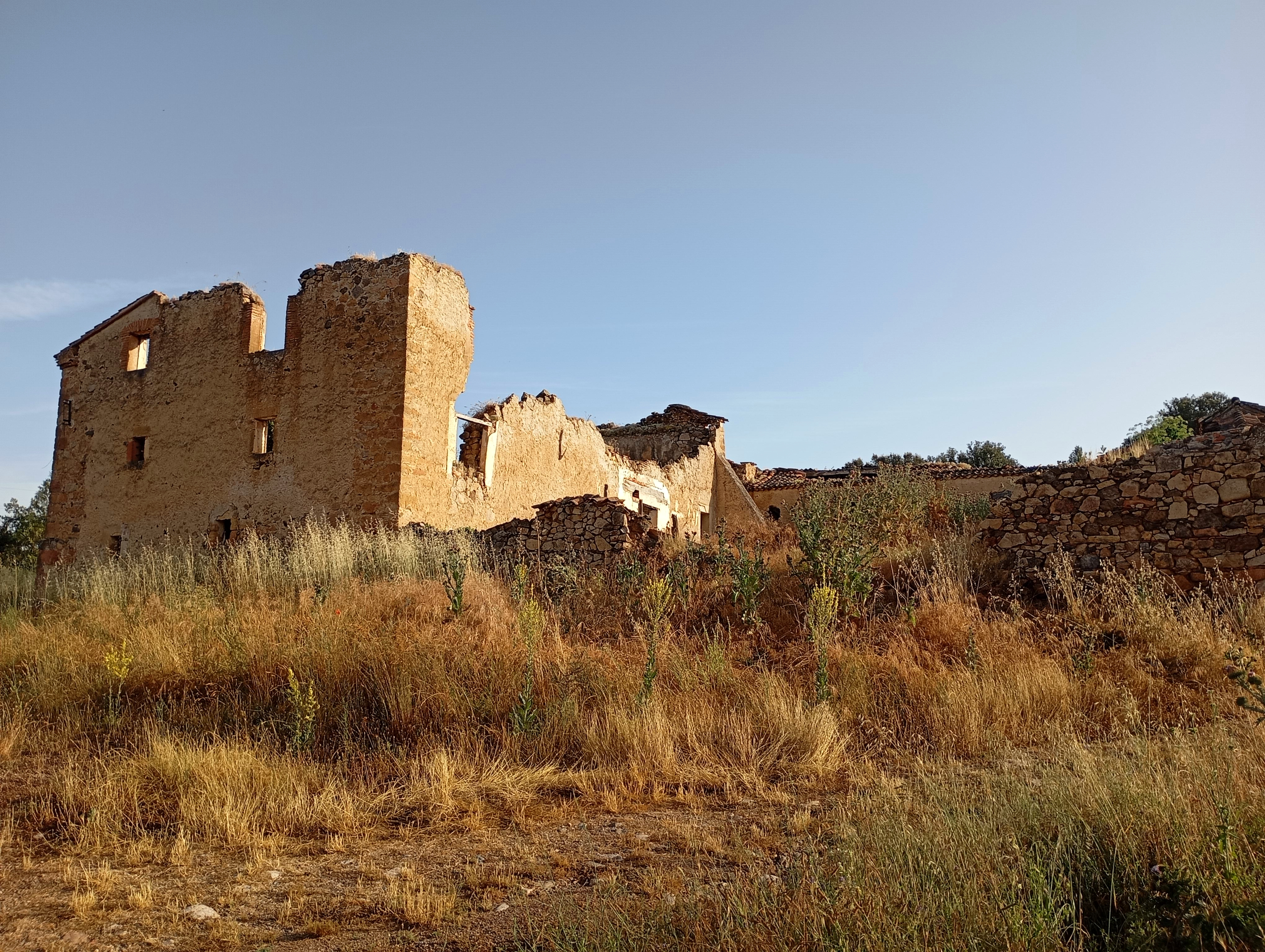
Estado actual de la Casa de la Condesa

Destaca en la arquitectura tradicional de la aldea. Se tarta de una casa fuerte perteneciente a familia condal, hoy en ruinas, descrita en el siglo XIX de la siguiente manera: [...] está bastante bien construido, con cuadras y dos corrales cercados, hay habitación para el guarda, otra reservada para el conde o sus administradores, y otro edificio con corrales tapiados a la altura de dos varas que sirven de encerraderos para los ganados [...]. Esta mansión o casa solariega puede tener su origen, o haber tenido una gran reforma, en 1697 cuando la Condesa de Covatillas solicitó 40 pinos de Balsaín para obras.

#### Molinos

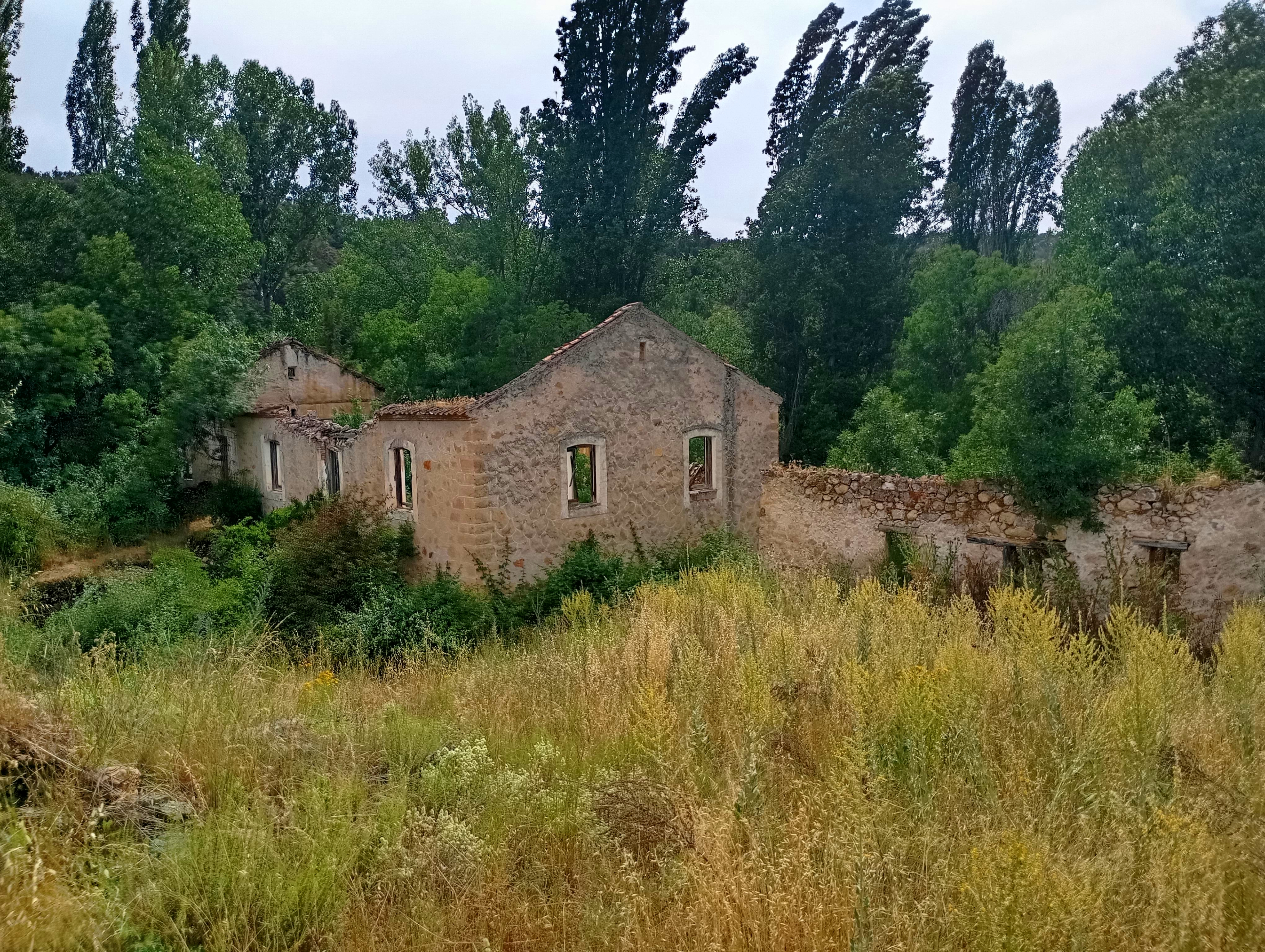
Molinos de Covatillas, en avanzado mal estado

Algo más alejados río abajo, mientras que el más antiguo tendría su origen en el siglo XVI y ya se menciona en el XVIII, el moderno fue levantado en 1836 y se ubicaba más próximo a la aldea. En el siglo XIX producían 120 y 40 fanegas de trigo respectivamente. En los años 60/70 quedaron definitivamente abandonados, hoy se encuentran en una situación muy precaria y aunque conserva la mayoría de los elementos originales de la maquinaria de molienda, no así el tejado. El estado del que fuera uno de los molinos más importantes de la comarca es hoy de ruina total.

#### Cueva de las Arenas
Creada por la bajada del nivel freático del manantial de Covatillas tras la por profundización del valle (karstificación). Es nombrada así por su suelo, se sitúa en el valle calizo del río Pirón, con paredes verticales. El acceso es una gatera de 20 metros que lleva a una sala, de donde parten dos galerías: una termina en sifón (Galería A) y la otra se hace intransitable (Galería B). Los materiales arqueológicos están en la sala y las galerías. Las manifestaciones rupestres se encuentran en un panel a la izquierda de la entrada.

### Fiestas
- Romería de Santiaguito. Muy secundada en toda la zona, tiene lugar en la Ermita rupestre de Santiaguito, de la que Covatillas es el núcleo más cercano. Cada 25 de julio se trae la talla homónima desde la iglesia de Nuestra Señora de la Asunción de Torreiglesias, se celebra misa y tiene lugar una comida. Existe una canción popular en honor a esta celebración y Santiaguito.[9]
- Carrera La Pirona, con salida y meta en la Plaza Mayor de Torreiglesias, atraviesa anualmente el despoblado en abril.[23]

### Leyendas
- Leyenda del Tuerto Pirón. El Tuerto de Pirón era un bandolero nacido en el municipio de Santo Domingo de Pirón. Fernando Delgado Sanz, apodado el Tuerto de Pirón, robaba a los ricos, asaltaba iglesias y caminos, Cobatillas en el entorno del río Pirón fue uno de los lugares donde tuvo más actividad y destaca dentro de su legado en la tradición oral.[24]